# شیروانوفکا
شیروانوفکا (به ترکی آذربایجانی: Şirvanovka، هم‌اکنون شیروانلی Şirvanlı) یک منطقه مسکونی در جمهوری آذربایجان است که در شهرستان قوسار واقع شده‌است. شیروانوفکا ۱۲۱۰ نفر جمعیت دارد. دهیاری شیروانوفکا شامل روستاهای شیروانوفکا و زوخول اوبا است.